# Charles Touati
Pour les articles homonymes, voir Touati.
Charly Chaloum Touati dit Charles Touati, né le 1er février 1925 à Tlemcen (Algérie française) et décédé le 15 mars 2003 à Paris, est un grand-rabbin, chercheur en philosophie et professeur français.

## Biographie
Charles Touati nait le 1er février 1925, dans le département d'Oran, en Algérie française. Il est le fils de Hayim Touati, homme d'affaires et rabbin à Tlemcen (Algérie française), et arrière-petit-fils de l'illustre Rabbi Hayim Bliah (1832-1919).
Il entame ses études à l’université d'Alger en 1943 puis quitte l’Algérie en 1945 où il entreprend, parallèlement à des études rabbiniques qu’il poursuit jusqu'en 1948 au Séminaire israélite de France, des études de philosophie à la Sorbonne. Il approfondit ses connaissances dans le domaine des études talmudiques au Dropsie College (en) de Philadelphie, auprès de Solomon Zeitlin en 1949. De retour en France, il fut pendant quelques mois le rabbin de la synagogue de la rue de Montevideo, Ohel Avraham à Paris. Il est honoré du titre de grand-rabbin et est pressenti pour succéder à Jacob Kaplan au poste de grand-rabbin de France en 1980 mais sa santé précaire lui fait renoncer à ce poste.
Docteur en théologie et en histoire de la philosophie (1965), docteur ès lettres d'État (1972) ; et directeur d'études à l'École pratique des hautes études, section des sciences religieuses, dont il occupe la chaire de judaïsme talmudique et rabbinique de 1972 à 1994 à la suite de Georges Vajda dont il est le disciple, le grand-rabbin Touati participe au renouveau du rabbinat français de la deuxième moitié du XXe siècle. Par son enseignement au Séminaire israélite de France mais aussi à l'École pratique des hautes études, section des sciences religieuses, ainsi que par son œuvre écrite, Charles Touati fournit des contributions majeures à l'étude de la Torah et de la philosophie dans le judaïsme talmudique et médiéval. Il est, en particulier, le spécialiste mondial de Gersonide (1288-1344) et de la théologie juive au Moyen Âge. Ses travaux portent également sur le Talmud, la littérature rabbinique et sur la Halakha. Il dirige avec Gérard Nahon, de 1981 à 1996, la Revue des Études juives, fondée en 1880.
Il est nommé chevalier de la Légion d'honneur le 1er avril 1983 pour ses « 35 ans d’activités cultuelles. »
À la suite du décès du grand-rabbin Ernest Gugenheim en 1977, il assure l'intérim de la direction du Séminaire israélite de France, mais refuse, malgré les pressions du grand-rabbin Jacob Kaplan, d'en prendre la direction définitive.
En 2001, ses disciples et collègues, en France et à l'étranger, lui offrent un tribut d'articles qui illustrent le thème, constitutif du judaïsme et de ses contradictions, des relations entre la Torah et la Sagesse, depuis l'époque hellénistique jusqu'à nos jours. Ce mélange intitulé Torah et science: perspectives historiques et théoriques. Études offertes à Charles Touati a pour rédacteurs les grands-rabbins, rabbins et élèves René Gutman, Gilbert Dahan, Rémi Brague, Seymour Feldman, Paul Fenton, Gad Freudenthal, Roland Goetschel, Alessandro Guetta, Mireille Hadas-Lebel, Warren Zeev Harvey (he), Menachem Kellner (en)), Daniel J. Lasker (he), Jean-Pierre Rothschild, Dov Schwartz (he) et Colette Sirat.

## Distinctions
- Chevalier de la Légion d'honneur

## Articles encyclopédiques
- « Rabbinique (Littérature) », dans Supplément au Dictionnaire de la Bible Letouzey-Ané, vol. 51-52, Paris, col. 1019-1045
- « Levi ben Gershom », dans Encyclopaedia Judaica, t. XI, Jérusalem, col. 92-97
- « Vajda Georges (1908-1981) », dans Encyclopædia Universalis (lire en ligne) (Avec Gérard Nahon)
- « Hallévi Juda (1075 env.-1141) », dans Encyclopædia Universalis (lire en ligne)
- « Gersonide, Lévi ben Gershom dit (1288-1344) », dans Encyclopædia Universalis (lire en ligne)
- « Judaïsme: Les pratiques », dans Encyclopædia Universalis (lire en ligne) (Avec Gérard Nahon)
- « Talmud », dans Encyclopædia Universalis (lire en ligne)

## Participations à ouvrages
- Vitalité de la pensée juive en France. Ecoles juives de France au moyen âge et de nos jours., Paris, Keren Hasefer ve-Ha'hinou'h, s.d. (1953), « Le centre intellectuel juif de Provence », p. 58-81
- Préface à Heinrich Grätz (trad. Maurice-Ruben Hayoun), La Construction de l'histoire juive : Suivie de gnosticisme et judaïsme, Paris, Éditions du Cerf, coll. « Passages », janvier 1992, 176 p., 145 × 235 mm (ISBN 978-2-204-04413-4, ISSN 0298-9972, présentation en ligne)

## Articles notoires
- « Dieu et le monde selon Moïse Narboni », Archives d'histoire littéraire et doctrinale du moyen âge, Vrin, no 21,‎ 1954, p. 193-205 (ISSN 0373-5478, e-ISSN 2109-9529) (reproduit dans Prophètes, talmudistes, philosophes, p. 219-232)
- « La prière chez les philosophes juifs (Maïmonide et Gersonide) », Recherches, nos 12-13,‎ 1953-1954, p. 26-29 (reproduit dans Prophètes, talmudistes, philosophes, p. 181-186)
- « Les idées philosophiques et théologiques de Gersonide dans ses commentaires bibliques », Revue des sciences religieuses, Strasbourg, Faculté de théologie catholique de Strasbourg, no 28 (4),‎ 1954, p. 335-367 (ISSN 0035-2217, e-ISSN 2259-0285, DOI 10.3406/rscir, lire en ligne)
- « Le problème de l'inerrance prophétique dans la théologie juive du Moyen Age », Revue de l'histoire des religions, Paris, no 174 (2),‎ 1968, p. 169-187 (lire en ligne) (reproduit dans Prophètes, talmudistes, philosophes, p. 257-271)